# Boldoczki Gábor
Boldoczki Gábor (Szeged, 1976) Liszt Ferenc-díjas magyar trombitaművész.

## Élete
Kiskőrösön nőtt fel. Tizennégy éves koráig a helyi zeneiskolában édesapja, Boldoczki Sándor (1944–) volt a tanára. Középfokon a budapesti Weiner Leó Zeneművészeti Szakközépiskolában Kis András tanítványa volt. Innen került a Zeneakadémiára, ahol Szűcs Zoltán és Kovács Zoltán voltak a mesterei. Posztgraduálisan részt vett Reinhold Friedrich karlsruhei kurzusán. 2010-ben, DLA-diplomája megvédése után, a Liszt Ferenc Zeneművészeti Egyetem óraadója lett Budapesten.
1987 óta vesz részt hazai és nemzetközi zenei versenyeken, ahol számtalan díjat, első helyezést ért el.
Repertoárja a barokktól a kortárs zenéig terjed. Több ősbemutató fűződik nevéhez. A kritikák kiemelik makulátlan technikáját és karizmatikus személyiségét.

## Díjai, kitüntetései
- 2002 – Az év fiatal művésze
- 2003 – Az év felfedezettje (Phono-Akademie)
- 2008 – Az év hangszerese (Echo Klassik)
- 2008 – Junior Prima díj
- 2013 – Liszt Ferenc-díj
- 2019 – Bartók–Pásztory-díj
- 2024 – Prima-díj